# Loud Records

Logo von Loud Records

Loud Records ist ein US-amerikanisches Musiklabel, das 1992 von Steve Rifkind in New York gegründet wurde.
Das Hip-Hop-orientierte Label hatte zu seinen Hochzeiten einige Hip-Hop-Größen wie Wu-Tang Clan, Big Pun, Mobb Deep, Krayzie Bone, The Beatnuts, M. O. P., Tha Alkaholiks, Pete Rock, Lil’ Flip, Three 6 Mafia, Project Pat, Xzibit, Twista und Dead Prez unter Vertrag. Auch außerhalb des Genres wurde mit Bands wie Megadeth gearbeitet.
Als Distributionspartner wurde von 1992 bis 1999 RCA Records genutzt. Danach wurde die Distribution von 1999 bis 2002 von Columbia Records übernommen. Das Label wurde 2002 vorläufig stillgelegt. Nachdem der neue Besitzer Sony BMG das Label 2007 wiederbelebte, wurde es vom Gründer zurückgekauft und ist nun eine Tochtergesellschaft von Rifkinds neuem Label SRC Records (Street Records Corporation) innerhalb der Universal Music Group. Der erste Plattenvertrag des neuen Loud Records war wieder mit Wu-Tang Clan.